# Casamance
La Casamance (in portoghese: Casamança, dall'espressione in malinké Kasa mansa che significa Re dei Kasa, in wolof: Kaasamaas) è una regione geografica del Senegal meridionale, compresa fra i territori del Gambia e della Guinea-Bissau, ed estesa sul bacino idrografico del fiume Casamance; è suddivisa fra bassa Casamance (Baixa Casamança) (regione di Ziguinchor) ed alta Casamance (Alta Casamança) (regione di Kolda). Il maggiore centro urbano è Ziguinchor.
Caratterizzata da caldo con montagne e colline a sud-est, la Casamance ha una media di precipitazioni più alta che nel resto del Senegal e raggiunge in alcune zone i 1.524 mm annui. 
L'economia della Casamance si basa largamente sulla coltivazione del riso e sul turismo. Ha anche delle eccellenti spiagge lungo la costa, particolarmente a Cap Skirring è di Fouladou Kolda.

## Storia
Nella bassa Casamance, alla fine del XV secolo, si sviluppò il regno di Kasa (conosciuto anche come Kasanga). La zona, tra la fine del XVI secolo e l'inizio del XVII secolo, cadde sotto il dominio dell'impero Kaabu.
La regione fu soggetta agli interessi coloniali francesi e portoghesi, prima di definire un confine che fu negoziato nel 1888 tra la colonia francese del Senegal e la Guinea Portoghese (ora Guinea-Bissau) al sud. Il Portogallo perse il possesso della Casamance, poi il commercio principale della loro colonia, ma ottenne in cambio una parte del territorio senegalese francese che aggregò alla sua colonia guineana.
La popolazione del clan Jola è il gruppo etnico dominante Casamance, sebbene siano economicamente svantaggiati come nel resto del Senegal. La loro condizione economica ha contribuito al movimento separatista per l'indipendenza o autonomia della Casamance, Mouvement des forces démocratiques de Casamance (MFDC).
Il Conflitto di Casamance ha, a volte, portato a scontri violenti con le forze senegalesi ed uccisioni per decenni alla fine del ventesimo secolo.

## Principali centri abitati
- Adéane
- Bignona
- Dabo
- Goudomp
- Kabrousse
- Kolda
- Médina Gounass
- Vélingara
- Ziguinchor